# 来来圏
『来来圏』（らいらいけん）は、1997年4月から1998年3月までフジテレビ系列の毎週月曜〜金曜深夜枠で放送された素人参加型バラエティ番組。スポンサーは日本IBMとポニーキャニオン。

## 概要
1997年当時、インターネットが普及したての時代であったが、インターネットを通じて視聴者が参加するという、革新的な内容で時代を先取りしている番組であり、実験的な試みでもあった。
レギュラー出演者は、シュールな一言ネタで一世を風靡していたふかわりょうとチャイドルとして人気のあった浜丘麻矢。ふかわりょうの初の帯番組でもあった。

## 主なコーナー

### 板尾のコーナー
毎回、板尾創路が素人から送られてきた映像を紹介していた。カットに写る鶏は、番組当初はひよこだったが、だんだん成長していき、終盤ではかなり大きな鶏になった。

## 出演者
- ふかわりょう
- 浜丘麻矢
- マミミ
- 板尾創路
- 出川哲朗
- 松村邦洋
- 江頭2:50
- ビビる
- 富永美樹（当時フジテレビアナウンサー）

など

## テーマ曲

### オープニング・テーマ
- A・D・A・M / B☆KOOL：（1997年4月度）
- DEAD or ALIVE / PENICILLIN：（1997年?月度）
- Love Chu!Chu! / ドミンゴス：（1997年?月度）
- 太陽が似合う場所 / 清水弘貴：（1997年?月度）
- 風の宅配便 / CURIO：（1997年?月度）
- 世界の終わり / JIGGER'S SON：（1997年?月度）
- hearts / CRAZE：（1998年?月度）
- "666" / 'else ：（1998年2月度）

### エンディング・テーマ
- Giulietta / ザ・コレクターズ：（1997年4月度）
- 捨てちまえ / THEATRE BROOK：（1997年?月度）
- ONE LIFE / the pillows：（1997年?月度）
- Wish / TWO of US：（1997年?月度）
- パーフェクト・ラヴ / THE COOL CHIC CHILD：（1997年?月度）
- いばらの冠 / 中谷美紀：（1997年?月度）
- 彼女のシニヨン/TRICERATOPS：（1997年?月度）
- 世界は僕のもの / 堂島孝平：（1997年?月度）
- アナザーモーニング / the pillows：（1998年?月度）

## スタッフ
- 企画：藤山太一郎（フジテレビ）、渡辺ミキ（WDMC）
- 構成：おちまさと、高橋ナツコ、カワウソ民夫
- 技術：青木芳行（スウィッシュ・ジャパン）
- 照明：根建勝広（プログレッソ）
- 美術：北林福夫（フジアール）
- メイク：柴田利恵
- CGタイトル：山本健介（アクワイア）
- タイトルロゴ：瀬戸徹（through）
- 編集：岩立登志雄（IMAGICA）
- MA：円城寺暁（IMAGICA）
- 音効：田中寿一（OCBプロ）
- スタイリスト：高堂のりこ、上野真紀
- 協力：日本アイ・ビー・エム、大塚家具
- 広報：熊谷知子（フジテレビ）
- ディレクター：三木康一郎、長尾真、佐藤誠二、松本正幸
- 演出：工藤浩之（K-max）
- プロデューサー：小西寛（K-max）、富田好美（WDMC）
- 制作協力：ケイマックス
- 制作著作：フジテレビジョン、吉本興業、ワタナベデジタルメディアコミュニケーションズ